# Pfarrkirche Loibltal

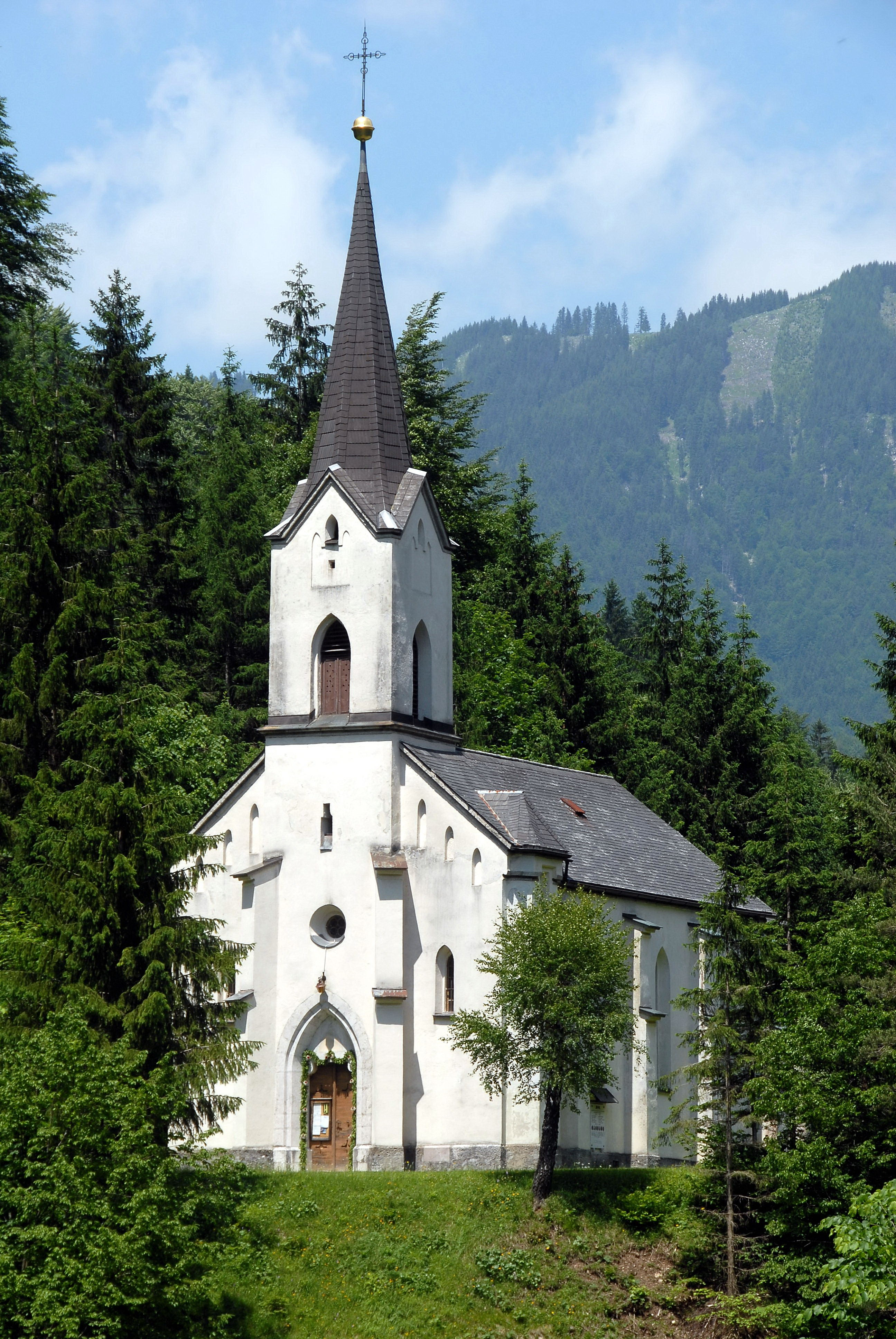
Pfarrkirche Loibltal

Die Pfarrkirche Loibltal steht erhöht über dem Boden des Loibltales an der Loiblstraße in der Gemeinde Ferlach und ist dem heiligen Leonhard geweiht.

## Baubeschreibung
Die neugotische Kirche von 1859 ist ein einschiffiger Bau mit eingezogenem polygonalen Chor und westlichen, mit Spitzhelm bekrönten Fassadenturm. Im Westen und im Südosten besitzt die Kirche Kragsteinportale. Im dreijochigen Langhaus ruht ein Kreuzgratgewölbe auf Wandpfeilern, auch der Chor mit Fünfachtelschluss ist kreuzgratgewölbt.

## Einrichtung
Die neugotische Einrichtung schuf um 1900 Mathias Slama. Der Hochaltar ist im Stile der Frühgotik ausgeführt. In den Nischen des Hauptgeschoßes sind Bildtafeln mit den heiligen Leonhard, Laurentius und Thomas eingearbeitet. Im Gesprenge ist ein Kruzifix mit Leidenswerkzeugen und seitlich die Statuen des Heilands und der Madonna angebracht. In den Nischen des rechten Seitenaltars stehen die Figuren der Madonna, des heiligen Josefs und des Evangelisten Johannes, wobei die beiden letzteren um 1902 in einer Grödener Werkstatt entstanden. Auf der Altarmensa steht ein Steingusskreuz von 1580. An der neugotischen Kanzel sind die Halbreliefs der vier Evangelisten zu sehen.